# Danh sách món gà

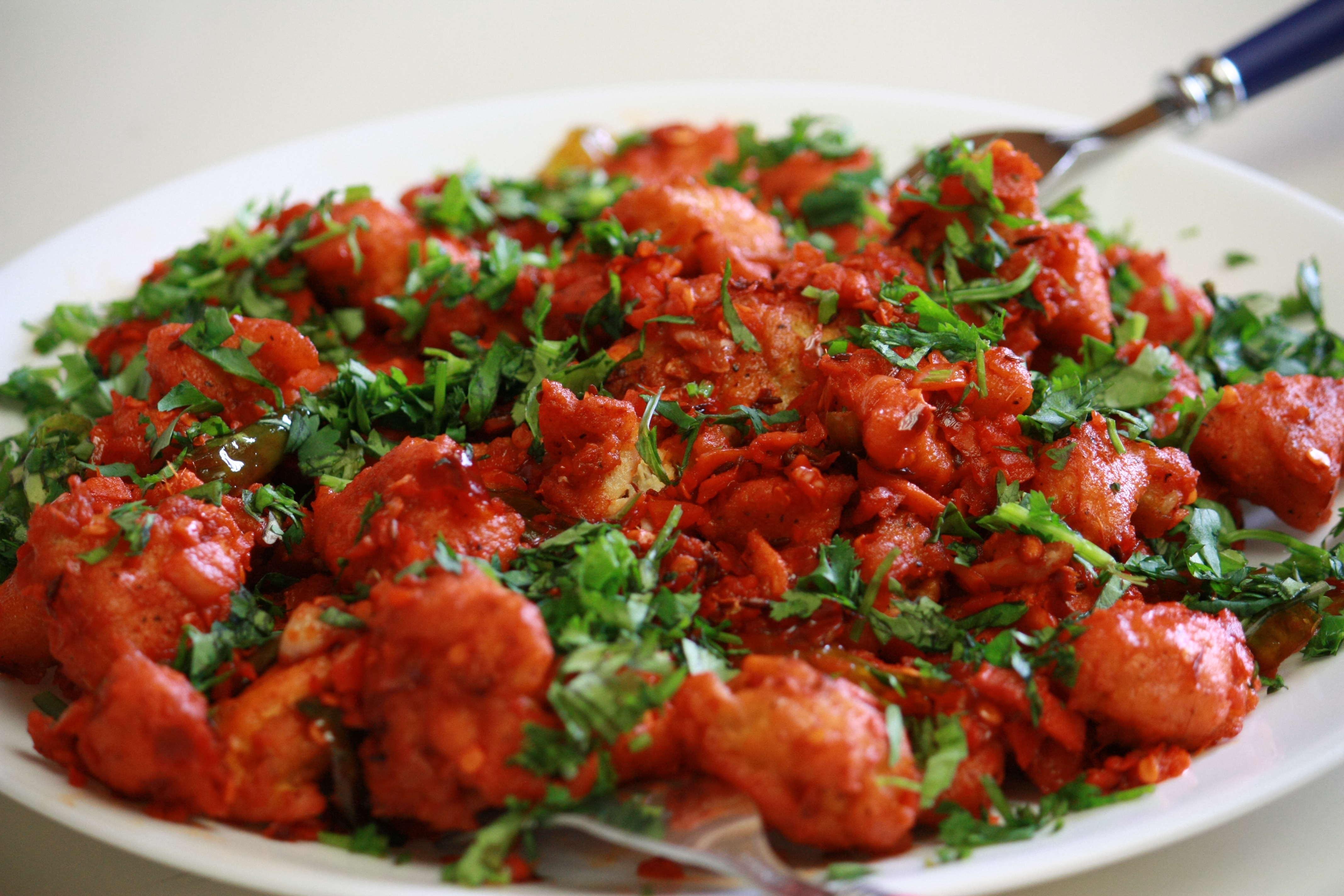
Gà rán kiểu Ấn Độ

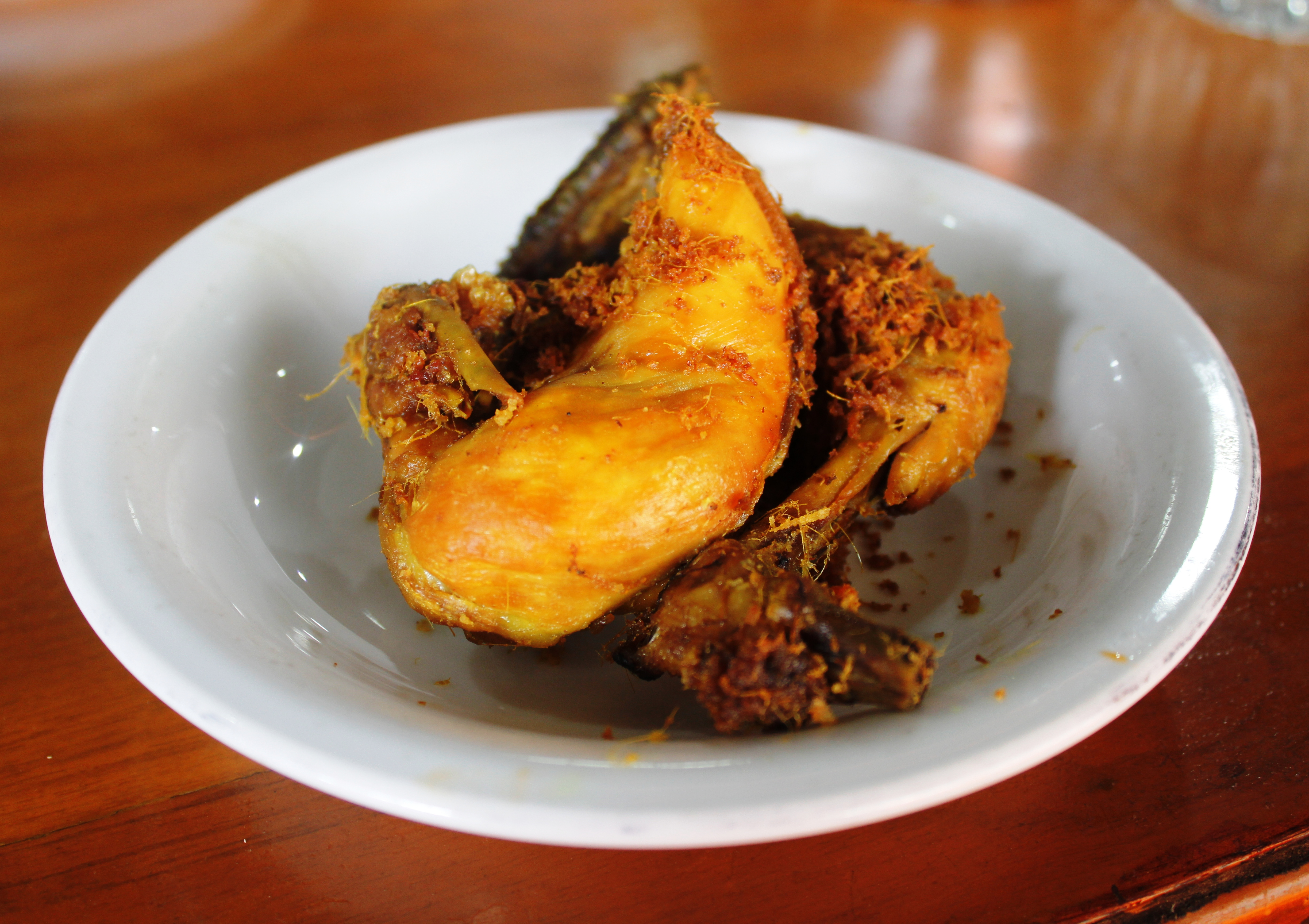
Một món gà chiên nước mắm

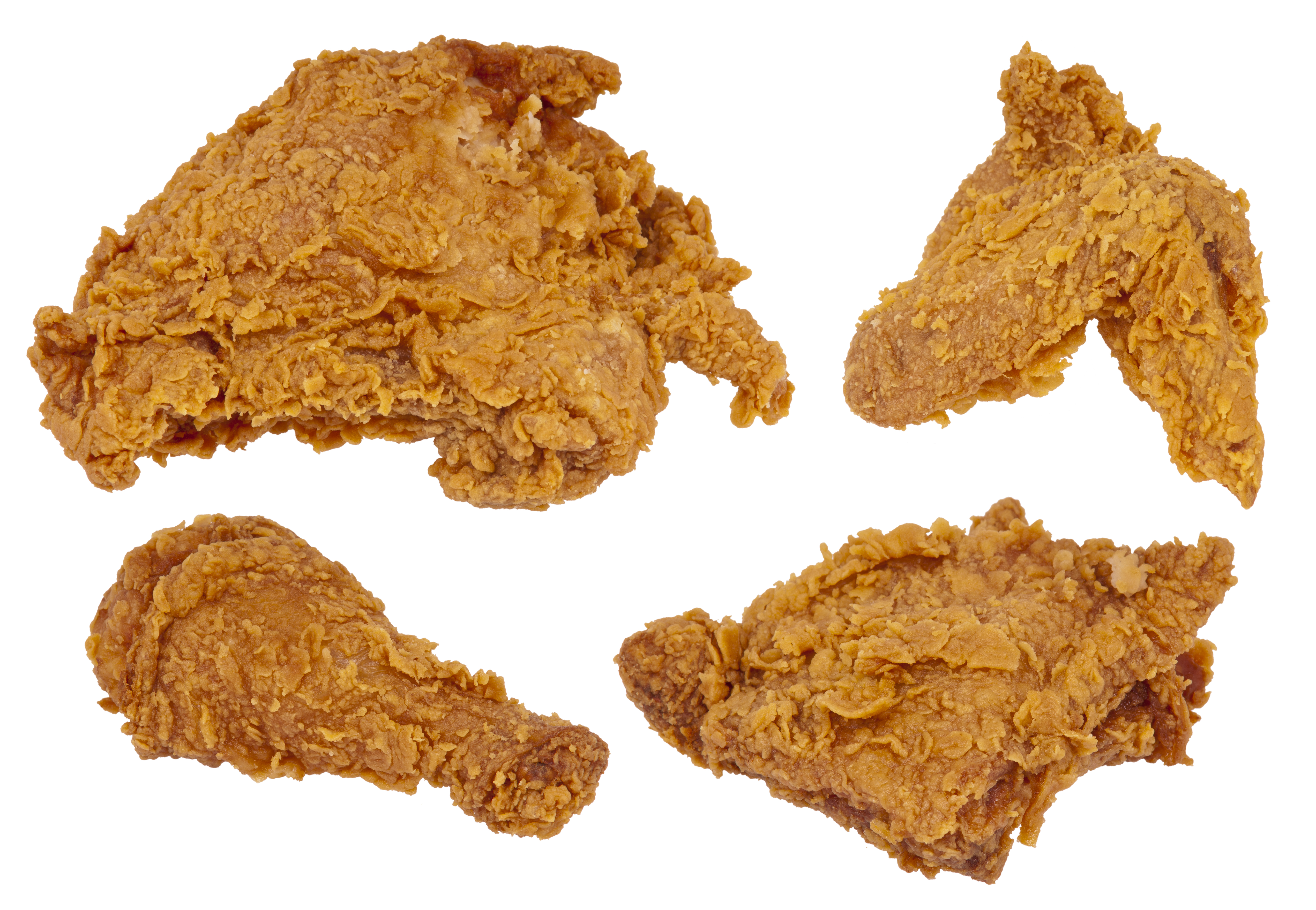
Gà rán

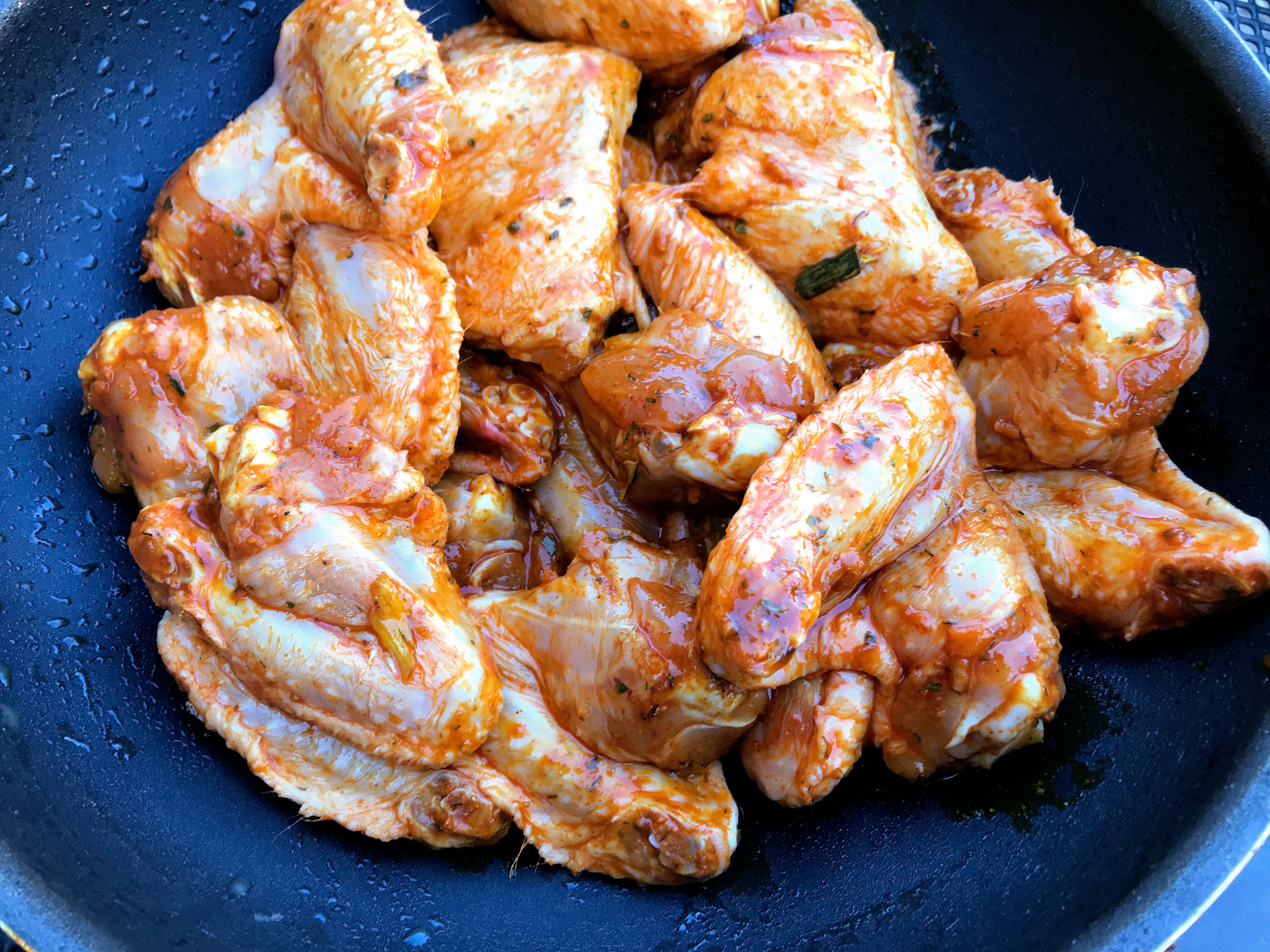
Gà tẩm ướp

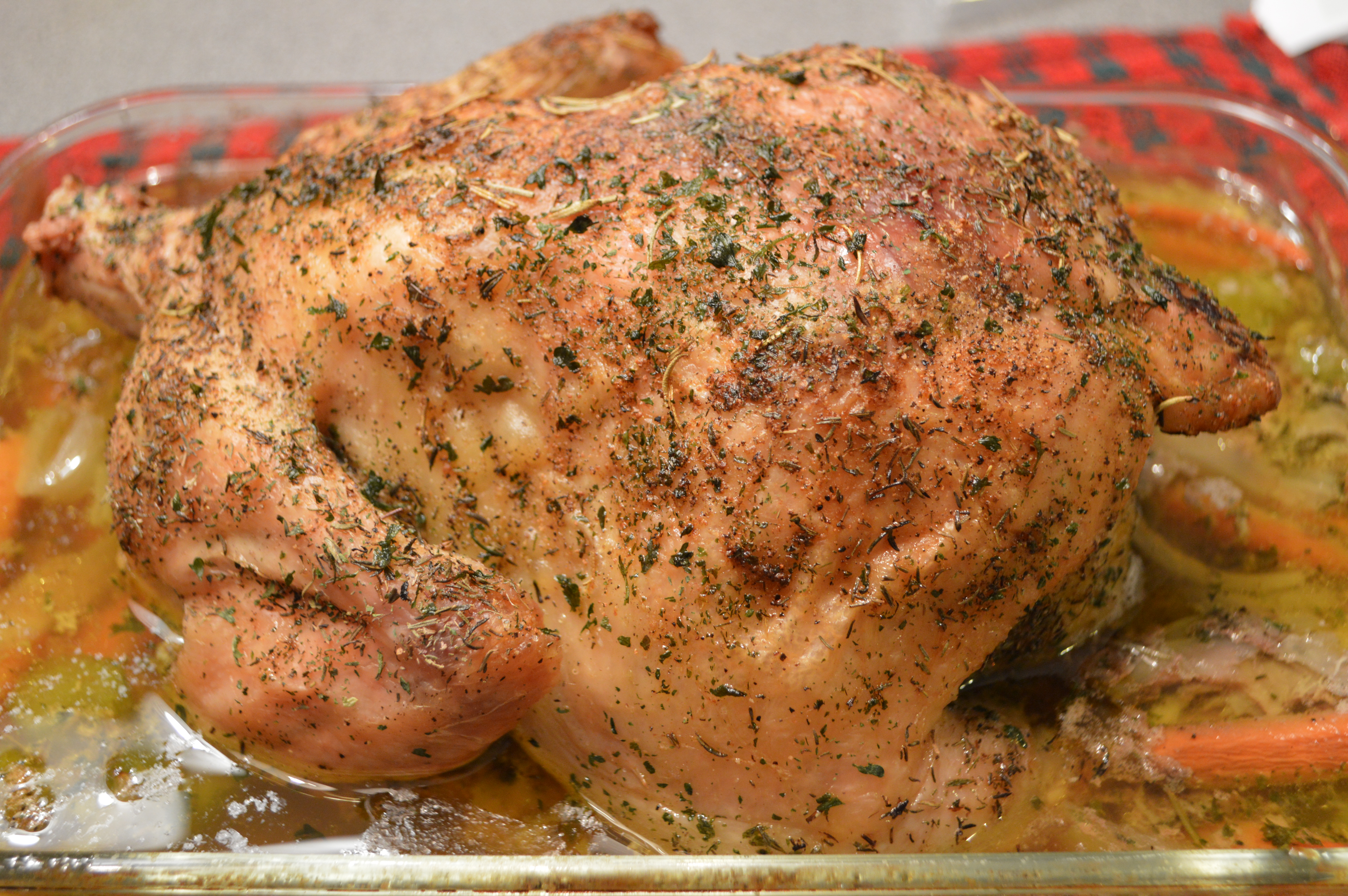
Gà rô ti

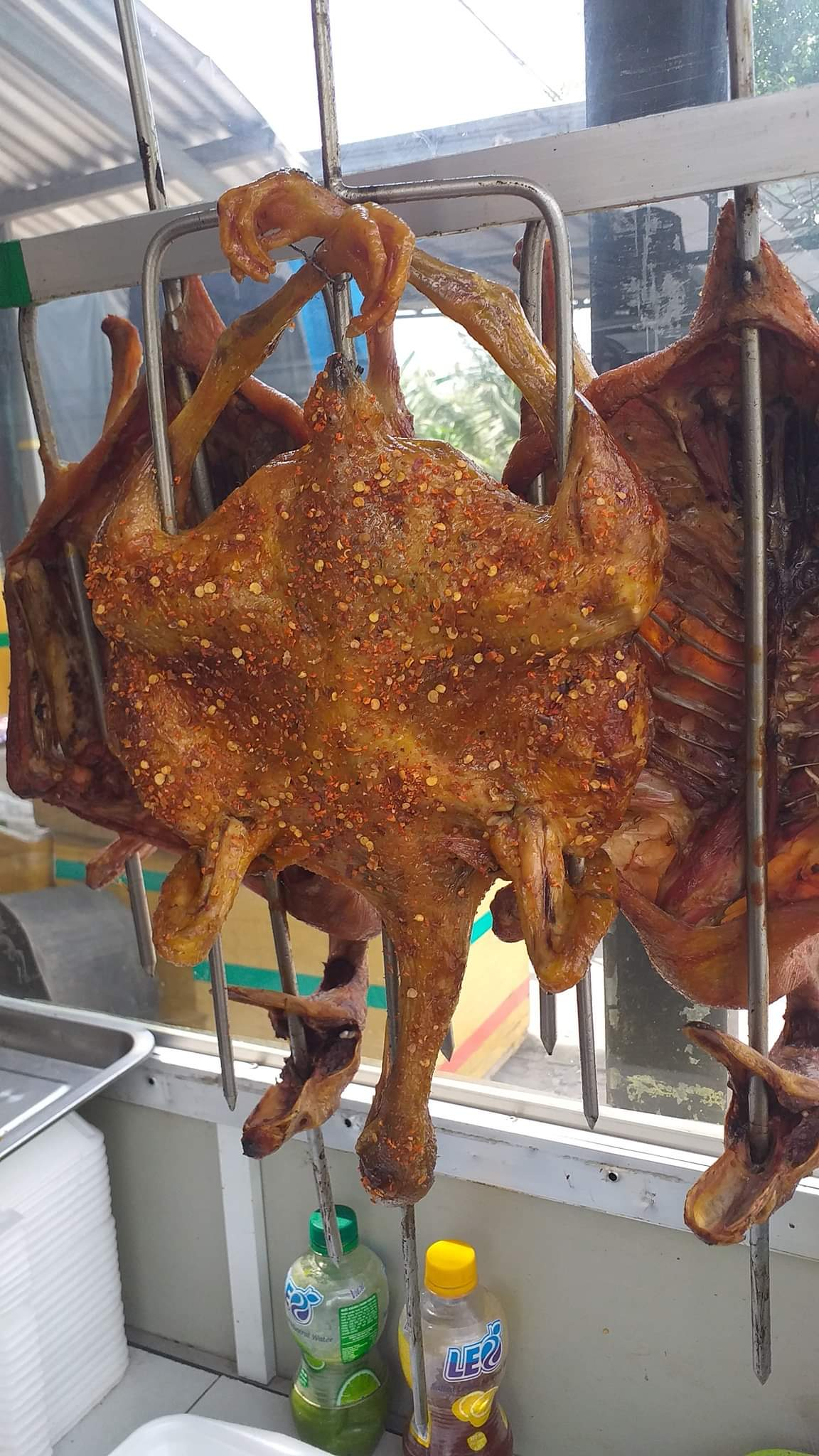
Gà nướng muối ớt

Danh sách món gà rất đa dạng và phong phú. Gà là nguồn thịt và trứng chủ yếu trên thế giới để phục vụ cho nhu cầu tiêu thụ của con người. Món gà được chế biến dưới dạng thức ăn theo nhiều cách, khác nhau theo vùng và văn hoá. Tỷ lệ thịt gà trong bữa ăn khá cao là do hầu hết gà ăn được các bộ phận và dễ nuôi.

## Danh sách

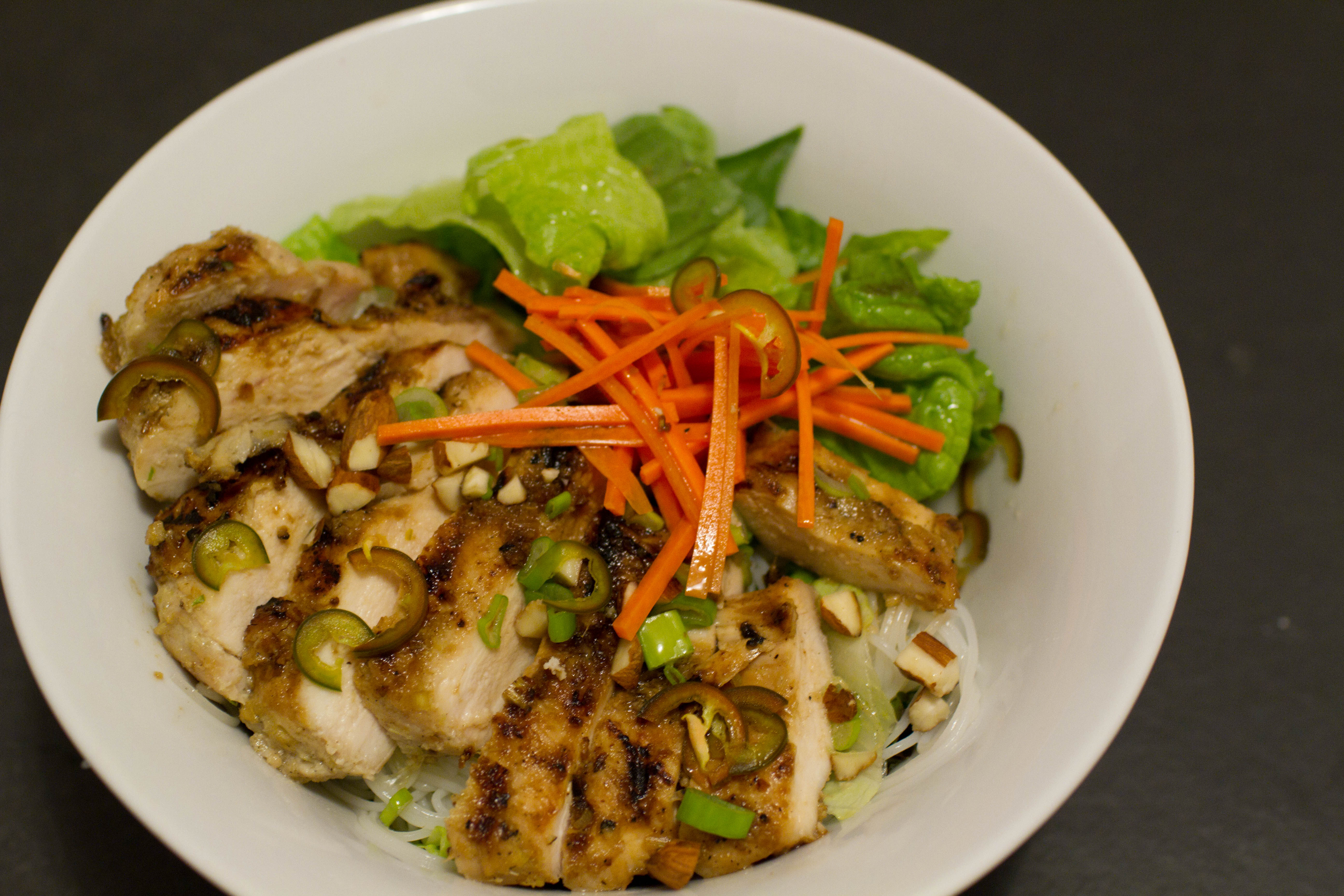
Bún và gà nướng sả

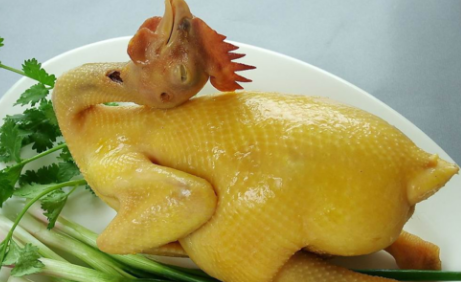
Gà luộc nguyên con ở Việt Nam

- Gà rán
- Gà rán Hàn Quốc
- Gà nướng
- Gà nướng lò đất Tandoori
- Gà sa lửa
- Gà nướng đất sét
- Gà Tikka Masala
- Gà Yangnyeom
- Gà hong gió
- Chân gà
- Phao câu gà
- Tom kha kai
- Gà tần
- Gà lắc
- Gà cay
- Gà quay
- Gà rô ti
- Gà luộc
- Gà lon bia
- Cơm gà
- Cơm gà Hải Nam
- Cháo gà
- Cà ri gà
- Chân gà nướng
- Xa lát Nga
- Samgyetang
- Dak galbi
- Dak-kkochi
- Yakitori
- Dak-kkochi
- Gà cùng với bánh quế
- Gà Barberton
- Schnitzel
- Waterzooi
- Satay
- Gà hạt điều
- Pastilla
- Coq au vin
- Murgh makhani
- Pilaf
- Tori katsu
- Gà Afritada
- Gà Adobong
- Ayam Taliwang
- Cánh gà chiên
- Tsukune
- Musakhan
- Pollo a la Brasa
- Cordon bleu
- Gà nướng sả
- Cơm gà rau thơm
- Gà chiên giòn
- Gà Airline
- Gà Văn Xương
- Chilli chicken
- Lemon chicken
- Gà quả cam
- Bamboo chicken
- Soy sauce chicken
- Brown stew chicken
- Bean sprouts chicken
- Bon bon chicken
- Bourbon chicken
- Coronation chicken
- Circassian chicken
- Dezhou braised chicken
- Dong'an chicken
- Snake bite chicken
- Sesame chicken
- Jerk chicken
- Jubilee chicken
- Gà Cung Bảo
- Fujian red wine chicken
- Engagement Chicken
- General Tso's chicken
- Hunter's chicken
- Chicken 65
- Chicken à la King
- Chicken and duck blood soup
- Chicken and dumplings
- Chicken balls
- Chicken bog
- Chicken cacciatore
- Chicken Chettinad
- Chicken Divan
- Chicken French
- Chicken karahi
- Gà Kiev
- Chicken Lahori
- Chicken lollipop
- Chicken Marengo
- Chicken marsala
- Gà Maryland
- Chicken mull
- Chicken nugget
- Chicken Paillard
- Chicken paprikash
- Gà parmesan
- Chicken parmigiana
- Chicken pie
- Chicken riggies
- Chicken salad
- Chicken tabaka
- Chicken tatsuta
- Chicken tikka
- Chicken Vesuvio
- Chicken with chilies
- Chinese chicken salad
- Claypot chicken rice
- Andong jjimdak
- Arroz con pollo
- Ayam bakar
- Ayam betutu
- Ayam goreng
- Ayam masak kicap
- Biryani
- Bubur ayam
- Buldak
- Cafreal
- Chi-Mc
- Chikuzenni
- Cock-a-leekie soup
- Country Captain
- Coxinha
- Dakjuk
- Dapanji
- Double Down
- Dragon tiger phoenix
- Flying Jacob
- Galinha à africana
- Galinha à portuguesa
- Galinhada
- Gallo en chicha
- Gribenes
- Gulai Ayam
- Hawaiian haystack
- Inasal na manok
- Jambonneau
- Jerusalem mixed grill
- Kai yang
- Kedjenou
- Kelaguen
- King Ranch Chicken
- Kori Rotti
- Kuku Paka
- Lontong Cap Go Meh
- Mangalorean Chicken Sukka
- Mie ayam
- Moo goo gai pan
- Murgh Musallam
- Nasi liwet
- Nasi tim
- Olivier salad
- Opor ayam
- Ostropel
- Padak
- Parmigiana
- Piccata
- Pinikpikan
- Plecing ayam
- Pollo al disco
- Poularde Albufera
- Poulet au fromage
- Rendang ayam
- Rollatini
- Sajji
- Saltimbocca
- Sanbeiji
- Scaloppine
- Shish taouk
- Soto ayam
- Spice Bag
- Swiss wing
- Tavuk göğsü
- Tbeet
- Thalassery biryani
- Torikatsu
- Turducken
- Wyngz
- Yassa